# Královéhradecký seniorát
Královéhradecký seniorát je seniorát Českobratrské církve evangelické, zahrnuje evangelické sbory z části východních Čech.
V jeho čele stojí senior Tomáš Molnár, farář v Trutnově, a seniorátní kurátorka Hana Pojezdná ze Dvora Králové nad Labem a jejich náměstci Marek Bárta, farář v Náchodě-Šonově a PhDr. Jiří Pellar z Hradce Králové. (Pro období 2019 - 2024)
Rozloha seniorátu činí 4998 km², zahrnuje 16 sborů, které mají dohromady 2701 členů (k 28. 12. 2021).